# Guerras árabo-bizantinas (780-1180)
Entre 780 y 1180, el Imperio bizantino y los  califatos abasí y  fatimí en las regiones de Irak,  Palestina, Siria, Anatolia y el sur de Italia lucharon una serie de guerras por la supremacía en el Mediterráneo oriental. Después de un período de indecisa y lenta guerra fronteriza, una serie de casi ininterrumpidas victorias bizantinas a finales del siglo X y principios del XI permitieron a tres emperadores bizantinos, a saber, Nicéforo II, Juan I Tzimisces y finalmente Basilio II, recuperar el territorio perdido por las conquistas musulmanas en las guerras árabe-bizantinas del siglo VII bajo la fallida dinastía heracliana.
En consecuencia, grandes partes de Siria, excluyendo su capital Damasco, fueron tomadas por los bizantinos, aunque solo fuera por unos pocos años, con un nuevo tema de Siria integrado en el imperio en expansión. Además de las ganancias naturales de tierras, y la riqueza y la mano de obra recibidas por estas victorias, los bizantinos también infligieron una derrota psicológica a sus oponentes al recobrar territorio considerado sagrado e importante para la cristiandad, en particular la ciudad de Antioquía, que permitió a Bizancio albergar a dos de los cinco patriarcas más importantes de la cristiandad, los que forman la Pentarquía.
Sin embargo, los árabes siguieron siendo un feroz oponente de los bizantinos y una recuperación temporal de los fatimíes después de c. 970 tenía el potencial de revertir muchas de las victorias anteriores. Y mientras que Bizancio tomó grandes partes de  Palestina, Jerusalén quedó intacta y la victoria ideológica de la campaña no fue tan grande como podría haber sido si Bizancio hubiera recapturado esta cuarta sede patriarcal de la cristiandad. Los intentos bizantinos de frenar la lenta pero exitosa conquista árabe de Sicilia terminaron en un lamentable fracaso. Siria dejaría de existir como provincia bizantina cuando los turcos tomaron la ciudad de Antioquía en c. 1084. Los cruzados recuperaron la ciudad para la cristiandad en 1097, pero se estableció un protectorado bizantino sobre los reinos cruzados de Jerusalén y Antioquía bajo Manuel I Comneno. La muerte de Manuel Komnenos en 1180 puso fin a las campañas militares lejos de Constantinopla y después de la Cuarta Cruzada tanto los bizantinos como los árabes se vieron envueltos en otros conflictos hasta que fueron conquistados por los turcos otomanos en los siglos XV y XVI, respectivamente.

## Antecedentes entre 630 y 780
En 629, el conflicto entre el Imperio Bizantino y los árabes comenzó cuando ambas partes se enfrentaron en la Batalla de Mu'tah. Habiéndose convertido recientemente al islam y unificados por el llamamiento del Profeta Islámico a una Yihad (lucha) contra los imperios bizantino y persa, avanzaron rápidamente y aprovecharon el caos del imperio bizantino, que no había consolidado plenamente sus readquisiciones de las invasiones persas en c. 620. En el año 642, el Imperio había perdido Egipto, Palestina, Siria y Mesopotamia. A pesar de haber perdido dos tercios de sus tierras y recursos (sobre todo el suministro de granos de Egipto), el Imperio conservó 80 000 soldados, gracias a la eficiencia del sistema Thema y a una economía bizantina reformada destinada a suministrar armas y alimentos al ejército. Con estas reformas, los bizantinos fueron capaces de infligir una serie de derrotas contra los árabes; dos veces en Constantinopla en 674 y 717 y en Akroinon en 740. Constantino V, hijo de León III, que había llevado a Bizancio a la victoria en 717 y 740, continuó los éxitos de su padre lanzando una ofensiva exitosa que capturó  Teodosioupolis y Melitene. No obstante, estas conquistas fueron temporales; la controversia sobre el iconoclasmo, el ineficaz gobierno de Irene y sus sucesores, junto con la resurrección del Imperio Romano de Occidente bajo el imperio franco-carolingio y las invasiones búlgaras hicieron que los bizantinos estuvieran de nuevo a la defensiva.

## Período de 780-842

### Miguel II contra el Califa Al-Ma'mun
Entre 780 y 824, los árabes y los bizantinos se establecieron en escaramuzas fronterizas, con incursiones árabes en Anatolia respondidas en especie por incursiones bizantinas que "robaron" a los súbditos cristianos del califato abasí y los asentaron por la fuerza en las tierras de cultivo de Anatolia para aumentar la población (y, por lo tanto, proporcionar más agricultores y más soldados). Sin embargo, la situación cambió con el ascenso al poder de Miguel II en 820. Obligado a enfrentarse al rebelde Tomás el Eslavo, Miguel tenía pocas tropas de sobra contra una pequeña invasión árabe de 40 barcos y 10 000 hombres contra Creta, que cayó en el año 824. Un contador bizantino en el año 826 fracasó estrepitosamente. Peor aún fue la invasión de Sicilia en el 827 por los árabes de Túnez. Aun así, la resistencia bizantina en Sicilia fue feroz y no sin éxito, mientras que los árabes se vieron rápidamente asolados por el cáncer del califato - disputas internas. Ese año, los árabes fueron expulsados de Sicilia pero debían regresar.

### Teófilos contra los califas Al-Ma'mun y Al-Mu'tasim
En 829, Miguel II murió y fue sucedido por su hijo  Theófilo. Theophilos recibió una dieta mixta de éxito y derrota contra sus oponentes árabes. En 830 dC los árabes regresaron a Sicilia y después de un año de asedio tomaron Palermo de sus oponentes cristianos y durante los siguientes 200 años debían permanecer allí para completar su conquista, en la que nunca faltaron contadores cristianos. Los abasíes mientras tanto lanzaron una invasión a Anatolia en 830 DC. Al-Mamún triunfó y un número de fuertes bizantinos se perdieron. Los teofilos no cedieron y en 831 capturaron Tarso de los musulmanes. La derrota siguió a la victoria, con dos derrotas bizantinas en Capadocia seguidas de la destrucción de Melitene, Samosata y Zapetra por las vengativas tropas bizantinas en 837. Sin embargo, Al-Mutásim se impuso en 838 con sus victorias en Dazimon, Ancyra y finalmente en Amorium y se presume que el saqueo de este último causó gran dolor a Teófilo y fue uno de los factores de su muerte en 842.

## Campañas de Miguel III, 842-867
Miguel III tenía solo dos años de edad cuando su padre murió. Su madre, la emperatriz  Teodora, asumió el cargo de regente. Después de que la regencia finalmente eliminara el  iconoclasmo, se reanudó la guerra con los sarracenos. Aunque una expedición para recuperar Creta fracasó en 853, los bizantinos obtuvieron tres grandes éxitos en 853 y 855. Una flota bizantina navegó sin oposición en Damietta y prendió fuego a todos los barcos del puerto, regresando con muchos prisioneros. Mejor aún para Constantinopla fue la desesperada e inútil defensa del Emir de Melitene en la Batalla de Lalakaon, cuyo reino fue perdido por los árabes para siempre.  El insulto se sumó a la herida para los árabes cuando el gobernador árabe de Armenia comenzó a perder el control de sus dominios. Después del siglo IX, los árabes nunca tendrían una posición dominante en Oriente.
En Occidente, sin embargo, las cosas fueron como las de los sarracenos; Mesina y Enna cayeron en 842 y 859 mientras que el éxito islámico en Sicilia animó a los guerreros de la Jihad a tomar Bari en 847, estableciendo el Emirato de Bari que duraría hasta 871. Al invadir el sur de Italia, los árabes atrajeron la atención de las potencias francas del norte.
Miguel III decidió remediar la situación recuperando primero Creta de los árabes. La isla proporcionaría una excelente base de operaciones en el sur de Italia y Sicilia o, al menos, una base de suministros para permitir que las tropas bizantinas que aún se resistían aguantaran. En 865 Bardas, tío materno de Miguel III y uno de los miembros más prominentes de su regencia, se disponía a lanzar una invasión cuando se descubrió un posible complot contra su esposa por parte de Basilio I y Miguel III, el futuro emperador y favorito respectivamente. Así, Creta Islámica se salvó de una invasión del mayor general de Bizancio en ese momento.

## Campañas de Basilio I y León VI, 867-912

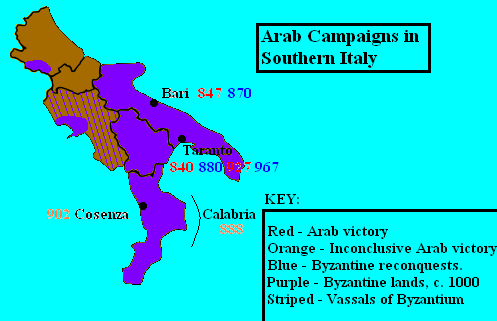
A diferencia de Sicilia, los bizantinos nunca perdieron el control del sur de Italia. Para el tiempo de Basilio I, el Imperio había asegurado su control, aunque los ataques árabes y las conquistas temporales continuarían hasta el reinado de Basilio II

### Basilio I
Al igual que su predecesor asesinado, el reinado de Basilio I una mezcla de derrota y victoria contra los árabes. El éxito bizantino en el valle del Éufrates en el Este se complementó con éxitos en el Oeste donde los sarracenos fueron expulsados de la costa dálmata en 873 y Bari cayó ante los bizantinos en 876. Sin embargo, Siracusa cayó en 878 ante el Emirato de Sicilia y sin más ayuda la Sicilia bizantina parecía perdida. En 880 Tarento y gran parte de Calabria cayeron ante las tropas imperiales. Calabria había sido el granero de Roma antes del mar Egeo, así que esto fue más que una victoria propagandística.

### León VI
Basilio I murió en 886, convencido de que el futuro León VI el Sabio era en realidad su hijo ilegítimo de su amante Eudoxia Ingerina. El reinado de  León VI dio malos resultados contra los árabes. El salvaje saqueo de Tesalónica en 904 por los sarracenos de Creta fue vengado cuando un ejército y una flota bizantina se abrieron camino hacia Tarso y abandonaron el puerto, tan importante para los árabes como Tesalónica lo era para Bizancio, en cenizas. Los únicos otros acontecimientos notables fueron la pérdida de Taormina en 902 y un asedio de seis meses a Creta. La expedición partió cuando las noticias de la muerte del Emperador llegaron a Himerios, comandante de la expedición, y luego fue casi completamente destruida (Himerios escapó) no muy lejos de Constantinopla.

## Romanos I y Constantino VII, 920-959
Hasta ese momento, el Imperio Bizantino se había preocupado únicamente por la supervivencia y por mantener lo que ya tenían. Numerosas expediciones a Creta y Sicilia recordaban tristemente los fracasos de Heraclio, a pesar de que la conquista árabe de Sicilia no fue según lo previsto. Después de la muerte de León en 912, el Imperio se vio envuelto en problemas con la regencia de Constantino VII, de siete años, y con las invasiones de Tracia por Simeón I de Bulgaria.

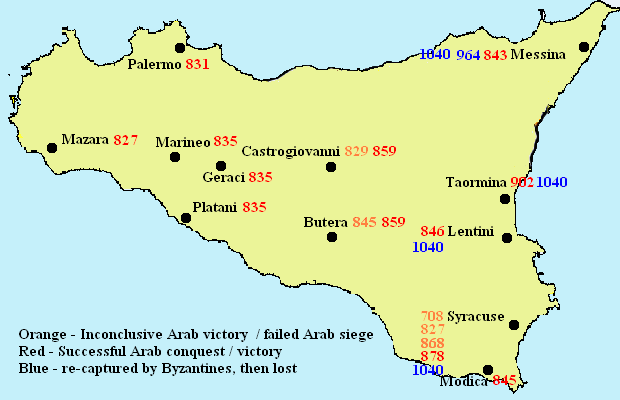
Conquista árabe de Sicilia. Los refuerzos bizantinos eran pocos, y las operaciones eran principalmente de naturaleza defensiva. La pérdida de Creta y la captura árabe de Calabria obligó a Constantino VII a pagar tributo

Sin embargo, la situación cambió cuando el almirante  Romanos Lekapenos asumió el poder como coemperador con tres de sus inútiles hijos y Constantino VII, terminando así con los problemas internos del gobierno. Mientras tanto, el problema de los búlgaros se resolvió más o menos por sí mismo con la muerte de Simeón en 927, por lo que el general bizantino Juan Curcuas pudo hacer una campaña agresiva contra los sarracenos desde 923 hasta aproximadamente 950. Armenia se consolidó dentro del Imperio mientras que Melitene, que había sido un emirato en ruinas desde el siglo IX, fue finalmente anexionada. En 941 Juan Curcuas se vio obligado a dirigir su ejército hacia el norte para luchar contra la invasión de Igor I de Kiev, pero pudo volver para sitiar Edesa, ningún ejército bizantino había llegado tan lejos desde los días de Heraclio. Al final la ciudad pudo mantener su libertad cuando Al-Muttaqi aceptó renunciar a una preciosa reliquia cristiana: la " Imagen de Edesa".
Constantino VII asumió el poder total en 945. Mientras que su predecesor, Romanos I había logrado usar la diplomacia para mantener la paz en Occidente contra los búlgaros, el Este requería la fuerza de las armas para lograr la paz. Constantino VII recurrió a su aliado más poderoso, la familia Phocas. Bardas Focas el Viejo había apoyado originalmente los reclamos de Constantino VII contra los de Romanos I, y su posición como estratega del Tema de Armeniakon lo hacía el candidato ideal para la guerra contra el Califato. Sin embargo, Bardas fue herido en 953 sin mucho éxito, aunque su hijo Nikephoros Fokas fue capaz de infligir una seria derrota al Califato: Adata cayó en 957 mientras que el joven sobrino de Nikephoros, John Tzimiskes, capturó a Samosata en el valle del Éufrates en 958.

## Romano II, 959-963
Romano II lanzó la mayor expedición de Bizancio desde los días de Heraclio. Una fuerza gigantesca de 50 000 hombres, 1000 transportes pesados, más de 300 barcos de suministro y unos 2000 barcos griegos de fuego bajo el mando del brillante Nicéforo Focas partieron hacia Candia, la capital islámica de Creta. Después de un asedio de ocho meses y un amargo invierno, Nicéforo saqueó la ciudad. Las noticias de la reconquista fueron recibidas con gran placer en Constantinopla con un servicio nocturno de acción de gracias dado por los bizantinos en Santa Sofía.
Nicéforo no vio nada de esta gratitud, negó un triunfo debido al temor de Romano II de alimentar sus ambiciones. En cambio, Nicéforo tuvo que marchar rápidamente hacia el Este donde Saif al-Daula de la dinastía Hamdaní, el Emir de Alepo, había llevado 30 000 hombres al territorio imperial, intentando aprovechar la ausencia del ejército en Creta. El emir era uno de los gobernantes independientes más poderosos del mundo islámico, sus dominios incluían Damasco, Alepo, Emesa y Antioquía. Después de una campaña triunfal, Saif se vio empantanado con un número abrumador de prisioneros y saqueos. León Focas, hermano de Nicéforo, fue incapaz de enfrentarse al Emir en una batalla abierta con su pequeño ejército. En su lugar, Saif se encontró huyendo de la batalla con 300 caballeros y su ejército destrozado por una emboscada brillantemente planeada en los puertos de montaña de Asia Menor. Con gran satisfacción, los cautivos cristianos fueron sustituidos por musulmanes recientemente adquiridos.
Cuando Nicéforo llegó y se unió a su hermano, su ejército hizo no pocas maravillas: en unas semanas en 962, unas 55 ciudades amuralladas en Cilicia fueron devueltas al control imperial. No muchos meses después, los hermanos Focas estaban bajo los muros de Alepo. Los bizantinos irrumpieron en la ciudad el 23 de diciembre destruyendo todo excepto la ciudadela que estaba celosamente sostenida por unos pocos soldados del Emir. Nicéforo ordenó la retirada, pues el emir de Alepo ya no supondría una amenaza. Las tropas que aún resistían en la ciudadela fueron ignoradas con desprecio. La noticia de la muerte de Romano II llegó a Niceforo antes de que abandonara Capadocia.

## Resurgimiento bizantino, 963-1025

### Nikephoros II Phocas, 963-969

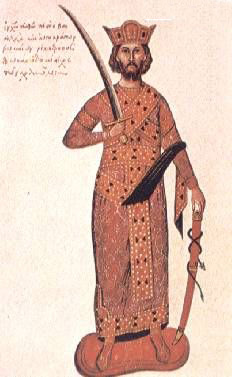
El emperador Nikephoros

Romanos II dejó atrás a Teófano Anastaso, una hermosa emperatriz viuda, y cuatro hijos, el mayor de los cuales tiene menos de siete años. Como muchas regencias, la de Basilio II resultó caótica y no sin intrigas de generales ambiciosos, como Níkforos, o luchas internas entre las levas macedonias, los anatolianos e incluso la piadosa multitud de Santa Sofía. Cuando Níkforos salió triunfante en 963, empezó una vez más a hacer campaña contra sus oponentes sarracenos en el Este.
En 965 Tarso cayó después de una serie de repetidas campañas bizantinas en Cilicia, seguida de Chipre ese mismo año.  En 967 el derrotado Saif de Mosul murió de un derrame cerebral, privando a Nicéforo de su único desafío serio allí. Saif no se había recuperado del todo del saqueo de Alepo, que se convirtió en vasallo imperial poco después. En 969, la ciudad de Antioquía fue retomada por los bizantinos, la primera gran ciudad de Siria que fue perdida por los árabes. El éxito bizantino no fue total; en 964 se hizo otro intento fallido de tomar Sicilia enviando un ejército liderado por un sobrino ilegítimo de Nikephoros, Manuel Fokas. En 969, Nikephoros fue asesinado en su palacio por Juan Tzimiskes, quien tomó el trono para sí mismo.

### John I Tzimiskes, 969-976
En 971 el nuevo califato fatimí entró en escena. Con un celo recién descubierto, los fatimíes tomaron Egipto, Palestina y gran parte de Siria de los impotentes abasíes, que empezaban a tener sus propios problemas turcos. Habiendo derrotado a sus oponentes islámicos, los fatimíes no vieron razón para detenerse en Antioquía y Alepo, ciudades en manos de los bizantinos cristianos, haciendo su conquista más importante. Un ataque fallido a Antioquía en 971 fue seguido por una derrota bizantina en las afueras de Amida. Sin embargo, Juan I Tzimisces demostraría ser un enemigo más grande que Nikephoros. Con 10 000 tropas armenias y otros gravámenes empujó hacia el sur, aliviando las posesiones imperiales allí y amenazando a Bagdad con una invasión. Su renuencia a invadir la capital abasí, aunque mal defendida y desmoralizada, sigue siendo un misterio.
Después de tratar más asuntos de la Iglesia, Tzimiskes regresó en la primavera de 975. Las conquistas omeyas se habían detenido después de unos cien años, pero los tzimiskes cortaron el éxito inicial del califato fatimí incluso antes: Siria, Líbano y gran parte de Palestina cayeron ante los ejércitos imperiales de Bizancio. Parece que Tzimiske enfermó ese año y el año siguiente, deteniendo su progreso y evitando que Jerusalén obtuviera una victoria cristiana.

### Basilio II Porfirógena, 976-1025

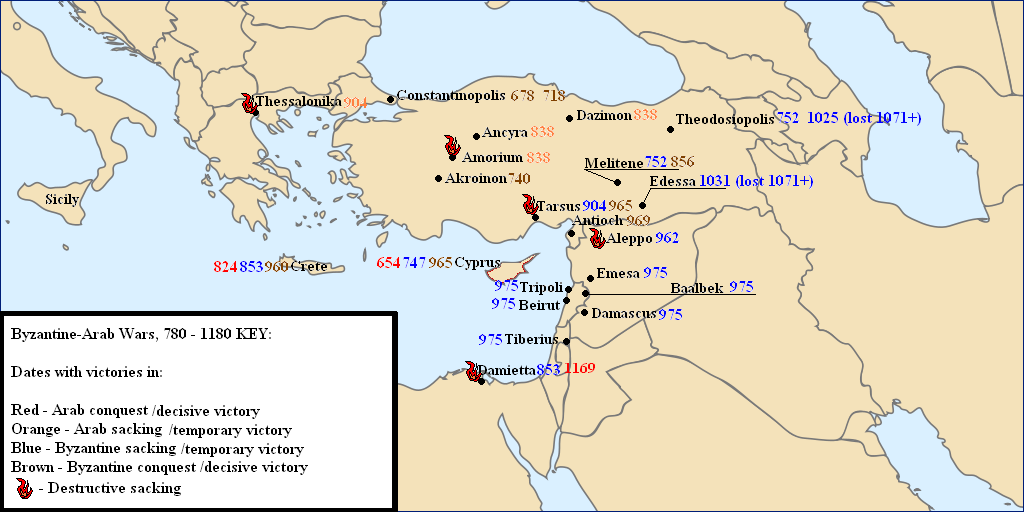
Mapa de los principales conflictos entre los bizantinos y los árabes en Oriente

El temprano reinado de Basilio II se distrajo con las guerras civiles en todo el Imperio. Después de ocuparse de las invasiones de Samuel de Bulgaria y las revueltas de Bardas Phokas y Bardas Skleros, Basilio dirigió su atención en 995 a Siria, donde el Emir de Alepo estaba en peligro. Como vasallo imperial, el Emir suplicó a los bizantinos asistencia militar, ya que la ciudad estaba sitiada por Abu Mansoor Nizar al-Aziz Billah. Basilio II regresó a Constantinopla con 40 000 hombres. Le dio a su ejército 80 000 mulas, una para cada soldado y otra para su equipo.  Los primeros 17 000 hombres llegaron a Alepo con gran rapidez, y el ejército fatimí, desesperadamente superado en número, se retiró. Basilio II lo persiguió hacia el sur, saqueando Emesa y llegando hasta Trípoli[31]. Basilio regresó al frente de Búlgaro sin hacer más campaña contra el enemigo sarraceno.
La guerra entre las dos potencias continuó mientras los bizantinos apoyaban una sublevación anti-fatimida en Tiro. En 998, los bizantinos bajo el sucesor de Bourtzes, Damián Dalassenos, lanzaron un ataque a Apamea, pero el general fatimí Jaush ibn al-Samsama los derrotó en la batalla del 19 de julio de 998. Esta nueva derrota trajo a Basilio II una vez más a Siria en octubre de 999. Basilio pasó tres meses en Siria, durante los cuales los bizantinos hicieron una incursión hasta Baalbek, tomaron y guarnicionaron Shaizar, y capturaron tres fuertes menores en sus alrededores, Abu Qubais, Masyath y 'Arqah, y saquearon Rafaniya. Hims no estaba seriamente amenazado, pero un mes de asedio a Trípoli en diciembre fracasó. Sin embargo, como la atención de Basilio se desvió hacia los acontecimientos en Armenia, partió hacia Cilicia en enero y envió otra embajada a El Cairo. En el año 1000 se concluyó una tregua de diez años entre los dos estados. Durante el resto del reinado de al-Hákim bi-Amrillah (r. 996-1021), las relaciones siguieron siendo pacíficas, ya que al-Hákim estaba más interesado en los asuntos internos. Ni siquiera el reconocimiento del protectorado fatimí por Abu Muhammad Lu'lu' al-Kabir de Alepo en 1004 y la entrega, patrocinada por los fatimíes, de Aziz al-Dawla como emir de la ciudad en 1017 condujeron a la reanudación de las hostilidades, sobre todo porque Lu'lu' siguió rindiendo homenaje a Bizancio y Fatik empezó rápidamente a actuar como gobernante independiente.  Sin embargo, la persecución de al-Hákim a los cristianos de su reino, y especialmente la destrucción de la Iglesia del Santo Sepulcro por orden suya en 1009, tensó las relaciones y, junto con la interferencia fatimí en Alepo, proporcionaría el principal foco de atención de las relaciones diplomáticas fatimí-bizantinas hasta finales de la década de 1030.

## Batallas finales
La fuerza militar del mundo árabe había estado en declive desde el siglo IX, como lo demuestran las pérdidas en Mesopotamia y Siria, y la lenta conquista de Sicilia. Aunque los bizantinos lograron éxitos menores contra los árabes, enmascararon un declive general del Imperio durante el siglo XI. El breve y sin incidentes reinado de Constantino VIII (1025-28) fue seguido por el incompetente Romano III (1028-34). Cuando Romanos marchó con su ejército a Alepo, fue emboscado por los árabes. A pesar de este fracaso, el general de Romano, Jorge Maniaces, pudo recuperar la región y defender Edesa contra el ataque árabe en 1032. El sucesor de Romano III (y posiblemente su asesino)  Miguel IV el Paflagoniano ordenó una expedición contra Sicilia bajo George Maniaces. El éxito inicial bizantino llevó a la caída de Mesina en 1038, seguida de Siracusa en 1040, pero la expedición fue acribillada por las luchas internas y se desvió a un curso desastroso contra los normandos en el sur de Italia.
Tras la pérdida de Sicilia y la mayor parte del sur de Italia, el Imperio bizantino se derrumbó en un estado de pequeñas luchas intergubernamentales. Isaac I Komnenos tomó el poder en 1057, pero su breve gobierno de dos años fue demasiado corto para una reforma efectiva. Los califatos fatimí y abasí ya estaban ocupados luchando contra la dinastía seleúcida. Los bizantinos despertaron a esta amenaza bajo Romano IV, coemperador de 1068 a 1071. En la batalla de Manzikert en 1071, los bizantinos fueron derrotados por Alp Arslan, jefe del Gran Imperio Selyuquí. Esta derrota, junto con una guerra civil, puso a la mayor parte del Asia Menor bajo el dominio de los turcos selyuquíes en 1091.
En 1081, Alejo I Comneno tomó el poder y reinició la Dinastía de los Comnenos, iniciando un período de restauración. La atención bizantina se centró principalmente en los normandos y las Cruzadas durante este período, y no volverían a luchar contra los árabes hasta el final del reinado de Juan II Comneno.

### Expediciones komnenianas contra Egipto

El Levante en 1135

Juan II Komnenos siguió una política pro-Cruzada, defendiendo activamente los estados cruzados contra las fuerzas de Zengi. Su ejército marchó y sitió a Shaizar, pero el Principado de Antioquía traicionó a los bizantinos con su inactividad. Por lo tanto, Juan II no tuvo más remedio que aceptar la promesa del Emir de Mosul de vasallaje y tributo anual a Bizancio. La otra opción habría sido arriesgarse a una batalla mientras dejaba su equipo de asedio en manos de los Cruzados no confiables. Juan podría haber vencido a Zengi, pero Zengi no era el único enemigo potencial de Bizancio.
Juan II murió en 1143. La insensatez del Principado de Antioquía hizo que Edesa cayera, y ahora el gran Patriarcado estaba en primera línea. El fracaso del asedio a Damasco en la Segunda Cruzada obligó al Reino a girar hacia el sur contra Egipto. El nuevo emperador bizantino, Manuel I Comneno, disfrutaba de la idea de conquistar Egipto, cuyos vastos recursos en grano y en mano de obra nativa cristiana (de los coptos) no serían una pequeña recompensa, aunque se compartieran con los cruzados. Desgraciadamente, Manuel Comneno trabajó demasiado rápido para los Cruzados. Después de tres meses, el asedio de Damieta en 1169 fracasó, aunque los cruzados recibieron una dieta mixta de derrotas (con varias invasiones fracasadas) y algunas victorias. Los cruzados pudieron negociar con los fatimíes para que entregaran la capital a una pequeña guarnición cruzada y pagaran un tributo anual, pero la violación del tratado por parte de los cruzados, junto con el creciente poder de los musulmanes, hizo que Saladino se convirtiera en amo de Siria y Egipto.
En 1171, Amalrico I de Jerusalén vino a Constantinopla en persona, después de que Egipto cayera ante Saladino. En 1177, una flota de 150 barcos fue enviada por Manuel I para invadir Egipto, pero regresó a casa después de aparecer en  Acre debido a la negativa de Felipe de Alsacia, y muchos nobles importantes del Reino de Jerusalén a ayudar.
En ese año Manuel Komnenos sufrió una derrota en la Batalla de Miriocéfalo contra Kilij Arslan II del Sultanato Selyúcida de Rûm. Aun así, el emperador bizantino siguió teniendo interés en Siria, planeando marchar su ejército hacia el sur en una peregrinación y demostración de fuerza contra el poderío de Saladino. Sin embargo, como muchos de los objetivos de Manuel, esto resultó ser poco realista, y tuvo que pasar sus últimos años trabajando duro para restaurar el frente oriental contra Iconio, que se había deteriorado en el tiempo perdido en infructuosas campañas árabes.